# 青森県総合運動公園
青森県総合運動公園（あおもりけんそうごううんどうこうえん）は青森県青森市安田近野にある青森県立の都市公園（広域公園）である。公園内には、運動施設のほか、美術館、遺跡などもある。新青森県総合運動公園とは別の施設であり、指定管理者制度に基づき、スポルト青い森グループが指定管理者として管理・運営を行っている。

## 主な施設
- 陸上競技場
- 水泳場
- 青森県営野球場
- 体育館（閉館）
  - 地元出身のフライ級プロボクサーレパード玉熊（国際）が2度WBC・WBA世界戦を行っていた。
- 青森県立美術館
- 三内丸山遺跡
- 縄文時遊館